# Fêtes et jours fériés en Grèce
Les fêtes et jours fériés en Grèce.

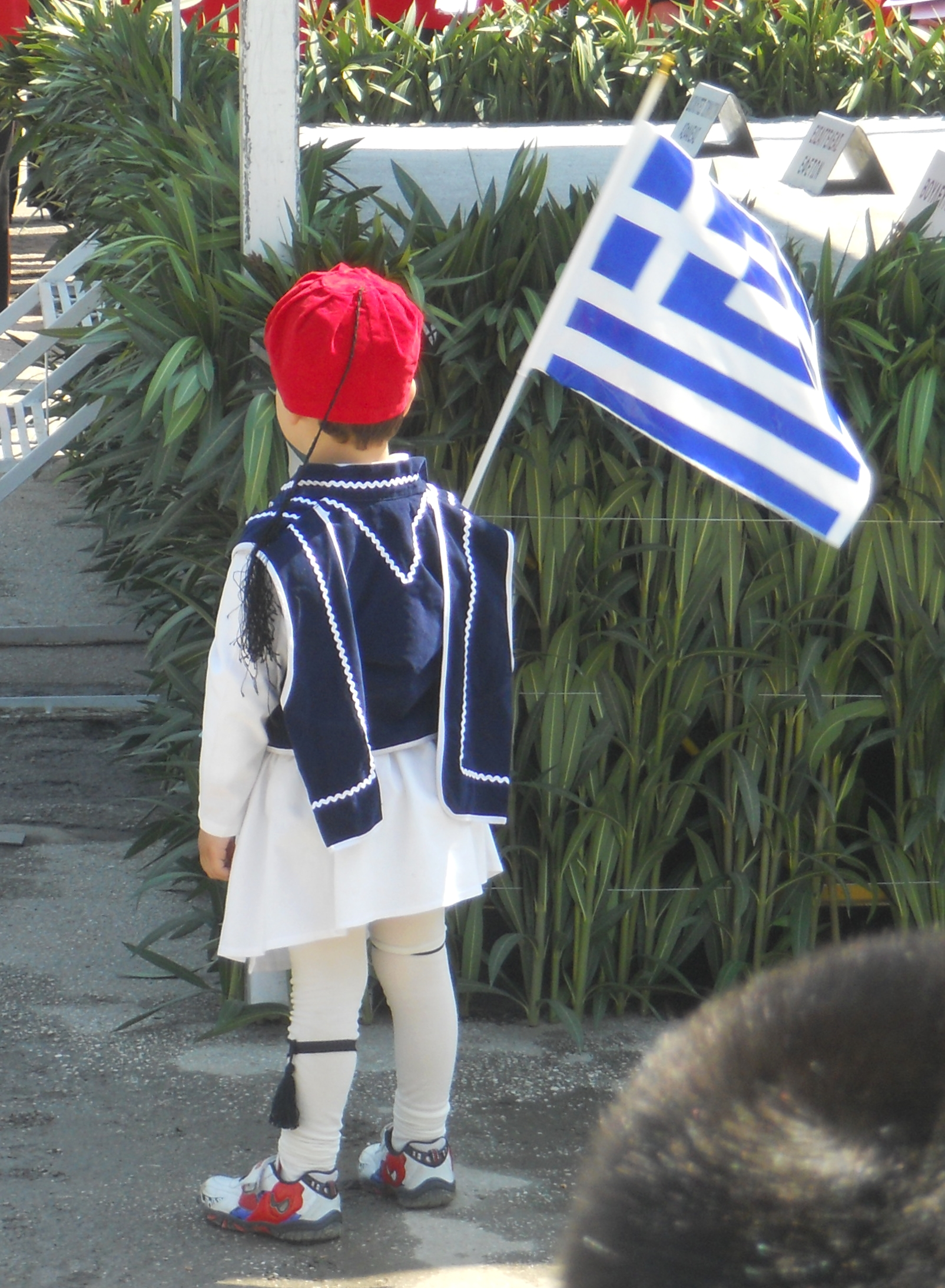
Jeune garçon en costume traditionnel à l'occasion de la fête nationale.

Selon la loi grecque, chaque dimanche de l'année est un jour férié. De plus, il y a six jours fériés officiels obligatoires : le jour de l'an, le 25 mars, le dimanche de Pâques, le lundi de Pâques, le 15 août et le 25 décembre. Deux jours supplémentaires, le 1er mai et le 28 octobre, sont réglementés par la loi comme facultatifs, mais il est d'usage que les employés se voient accorder un jour de congé. Il y a cependant plus de jours fériés célébrés en Grèce que ce qui est annoncé par le ministère du Travail chaque année comme étant obligatoires ou facultatifs. La liste de ces jours fériés non fixes change rarement et n'a pas changé au cours des dernières décennies, soit un total de douze jours fériés par an.
Un jour férié qui survient un dimanche n'est pas transféré à une autre date, à l'exception du 1er mai, qui est considéré par les habitants plus comme une grève générale qu'un jour férié.
En plus des fêtes nationales, certains jours fériés ne sont pas célébrés dans tout le pays, mais uniquement par un groupe professionnel spécifique ou une communauté locale. Par exemple, de nombreuses municipalités ont un saint patron, et à ce jour, il est d'usage que les écoles aient un jour de congé.

## Jours fériés
| Date        | Nom français               | Nom local retranscrit                  | Nom local                              | Notes |
| ----------- | -------------------------- | -------------------------------------- | -------------------------------------- | --- |
| 1er janvier | Jour de l'an               | Protochroniá                           | Πρωτοχρονιά                            | Également célébrée ecclésiastiquement comme la fête de saint Basile le Grand et de la circoncision du Christ. |
| 6 janvier   | Épiphanie                  | Theophánia                             | Θεοφάνεια                              | [ 1 ] |
| date mobile | Lundi Pur                  | Kathará Deftéra                        | Καθαρά Δευτέρα                         | Premier jour du carême. |
| 25 mars     | Fête nationale de la Grèce | Ikostí-pémpti Martíou                  | Εικοστή Πέμπτη Μαρτίου                 | Anniversaire de la déclaration du début de la guerre d'indépendance grecque de l'Empire ottoman, en 1821. |
| date mobile | Vendredi saint             | Megáli Paraskeví                       | Μεγάλη Παρασκευή                       | [ 2 ] |
| 1er mai     | Fête du Travail            | Ergatikí Protomagiá                    | Εργατική Πρωτομαγιά                    | [ 2 ] |
| date mobile | Lundi de Pâques            | Deftéra tou Páscha                     | Δευτέρα του Πάσχα                      | [ 3 ] |
| date mobile | Lundi de Pentecôte         | Deftéra Pentikostís ou Agíou Pnévmatos | Δευτέρα Πεντηκοστής ou Αγίου Πνεύματος | Lundi du Saint-Esprit ou lundi de Pentecôte. |
| 15 août     | Assomption de Marie        | Kímisi tis Theotókou                   | Κοίμηση της Θεοτόκου                   | La célébration la plus importante de la Vierge Marie. |
| 28 octobre  | Jour du Non                | 'To Ochi' ou 'Imera tou Ochi'          | Το Όχι ou Ημέρα του Όχι                | Célébration du refus grec à l'ultimatum italien de 1940. |
| 25 décembre | Noël                       | Christoúyenna                          | Χριστούγεννα                           | [ 3 ] |
| 26 décembre | Gloire à la mère du Christ | Sínaxis Yperagías Theotókou Marías     | Σύναξις Υπεραγίας Θεοτόκου Μαρίας      | Le sens religieux de la fête est un rassemblement pour glorifier Théotokos, mais en général, le jour est considéré comme un jour férié, car il est le lendemain de Noël comme le Boxing Day dans certains pays du Commonwealth. |

## Vacances spécifiques à une profession
| Date        | Nom français         | Nom local retranscrit | Nom local      | Appliqué à | Notes |
| ----------- | -------------------- | --------------------- | -------------- | ---------- | --- |
| 30 janvier  | Les Trois Hiérarques | Trion Ierarchon       | Τριών Ιεραρχών | Éducation  | Commémoration des saints patrons de l'éducation (Saint Basile le Grand, Saint Grégoire le Théologien, Saint Jean Chrysostome) |
| 17 novembre | Polytechnique        | Polytechnio           | Πολυτεχνείο    | Éducation  | Anniversaire des manifestations étudiantes de 1973 contre la junte des colonels (1967-1974).                                  |